# Detroit Indy Grand Prix 2007
Detroit Indy Grand Prix 2007 var den sextonde och sista deltävlingen i IndyCar Series 2007. Racet kördes den 2 september på Belle Isle Park i Detroit, Michigan. Tony Kanaan tog sin femte seger för säsongen, men det var inte tillräckligt för att rädda hans realistiska titelmöjligheter. Loppet höll på i 132 minuter, och var ett dramatiskt race, där bägge titelkandidaterna Scott Dixon och Dario Franchitti hade det jobbigt. Franchitti slutade som varvad sexa, men var två placeringar före Dixon, och med det gick han upp i mästerskapsledning inför finalen på Chicagoland. Danica Patrick tog sin dittills bästa placering i IndyCar med en andraplats, medan Dan Wheldon blev trea.

## Slutresultat
| Plats | Förare            | Team                     | Grid | Kvaltid  |
| ----- | ----------------- | ------------------------ | ---- | -------- |
| 1     | Tony Kanaan       | Andretti Green Racing    | 4    | 1.12,845 |
| 2     | Danica Patrick    | Andretti Green Racing    | 11   | 1.14,406 |
| 3     | Dan Wheldon       | Chip Ganassi Racing      | 16   | 1.15,858 |
| 4     | Darren Manning    | A.J. Foyt Enterprises    | 8    | 1.14,181 |
| 5     | Kosuke Matsuura   | Panther Racing           | 14   | 1.15,599 |
| 6     | Dario Franchitti  | Andretti Green Racing    | 2    | 1.12,143 |
| 7     | Buddy Rice        | Dreyer & Reinbold Racing | 15   | 1.15,788 |
| 8     | Scott Dixon       | Chip Ganassi Racing      | 3    | 1.12,583 |
| 9     | A.J. Foyt IV      | Vision Racing            | 13   | 1.15,570 |
| 10    | Ed Carpenter      | Vision Racing            | 12   | 1.15,173 |
| 11    | Scott Sharp       | Rahal Letterman Racing   | 17   | 1.16,261 |
| 12    | Sam Hornish Jr.   | Team Penske              | 7    | 1.13,622 |
| 13    | Tomas Scheckter   | Vision Racing            | 9    | 1.14,201 |
| 14    | Hélio Castroneves | Team Penske              | 1    | 1.12,068 |
| 15    | Vitor Meira       | Panther Racing           | 10   | 1.14,288 |
| 16    | Sarah Fisher      | Dreyer & Reinbold Racing | 18   | 1.20,868 |
| 17    | Marco Andretti    | Andretti Green Racing    | 6    | 1.13,384 |
| 18    | Ryan Hunter-Reay  | Rahal Letterman Racing   | 5    | 1.13,343 |